# 戴爾 (紐約州)
戴爾（英語：Dale）是位於美國紐約州懷俄明縣的非建制地區。

## 歷史
戴爾的郵局自1844年營運至今。

## 地理
戴爾所處的海拔為高於海平面366米（即1201英呎），而該地所採用的時區為UTC-5，即北美东部时区（EST）。同時該地設有夏令時間，為UTC-5調快一小時，即UTC-4（EDT）。